# Journal of Number Theory
El Journal of Number Theory (JNT) es una revista científica mensual revisada por pares que cubre todos los aspectos de la teoría de números. La revista fue fundada en 1969 por RP Bambah, P. Roquette, A. Ross, A. Woods y H. Zassenhaus (Universidad Estatal de Ohio). Actualmente es publicado mensualmente por Elsevier y el editor jefe es Dorian Goldfeld (Universidad de Columbia). Según Journal Citation Reports, la revista tiene un factor de impacto en 2022 de 0,7.

## Premio David Goss
El Premio David Goss en Teoría de Números, fundado por el Journal of Number Theory, se otorga cada dos años a matemáticos menores de 35 años por sus destacadas contribuciones a la teoría de números. El premio está dedicado a la memoria de David Goss, exeditor jefe del Journal of Number Theory. El premio actual es de 10.000 dólares.
Los ganadores son seleccionados y elegidos por el comité científico organizador de la Conferencia Bienal JNT y anunciados durante la Conferencia Bienal JNT.

### Lista de ganadores
| Año  | Ganadores                      | Institución                                              | Referencias |
| ---- | ------------------------------ | -------------------------------------------------------- | ----------- |
| 2019 | Alejandro Smith                | Universidad Harvard                                      | [ 2 ] [ 3 ] |
| 2022 | Vesselin Dimitrov y Ziyang Gao | Universidad de Toronto y Universidad Leibniz de Hannover | [ 4 ] [ 5 ] |
| 2024 | Chao Li                        | Universidad de Columbia                                  | [ 6 ]       |